# Kristina Vušković
Kristina L. Vušković (em sérvio:  Кристина Л. Вушковић, nascida em 6 de maio de 1967) é uma matemática sérvia e cientista de computação teórica que trabalha com teoria dos grafos. É professora na Escola de Computação da Universidade de Leeds e professora de ciência da computação na Union University (Sérvia).

## Educação e carreira
Vušković nasceu em 6 de maio de 1967 em Belgrado. Ela formou-se summa cum laude no Courant Institute of Mathematical Sciences da New York University em 1989, com especialização em matemática e ciência da computação, e completou o seu doutoramento em Algoritmos, Combinatória e Optimização na Carnegie Mellon University em 1994. A sua dissertação, orientada por Gérard Cornuéjols, foi Holes in Bipartite Graphs.
Após a pesquisa de pós-doutoramento como NSERC Canada International Fellow na University of Waterloo, ela tornou-se professora assistente de matemática na University of Kentucky, em 1996. Em 2000 ela mudou-se para Leeds e recebeu a cátedra de algoritmos e combinatória em Leeds em 2011. Desde 2007, ela também é professora de ciência da computação na Union University (Sérvia).

## Pesquisa
A pesquisa de Vušković em teoria dos grafos diz respeito à estrutura e algoritmos de classes hereditárias de grafos. O seus resultados incluem o reconhecimento de grafos perfeitos em tempo polinomial; ela também trabalhou em algoritmos combinatórios para colorir grafos perfeitos.